# 갈비가로막오목
갈비가로막오목(costodiaphragmatic recess, costophrenic recess, phrenicocostal sinus), 또는 늑골횡격막오목, 늑골횡격동은 가슴막안의 뒤가쪽 구석에 위치한 폐 주변의 잠재적 공간이다. 갈비가슴막과 가로막가슴막 사이의 예각을 이루는 접합부에 위치하며, 단순 X선 촬영에서 갈비가로막각(costophrenic angle)이라는 2차원의 각 모양으로 보인다. 갈비가로막오목은 중간겨드랑선을 따라 여덟째에서 열째 갈비뼈까지 존재한다.

## 기능
강제 들숨으로 폐가 평소보다 커지면 폐는 이 오목까지 확장된다. 그러나 갈비가로막오목은 이때도 완전히 채워지지는 않는다. 날숨이 일어나는 동안의 오목에는 장액 외에는 아무것도 포함되어 있지 않다.

## 임상적 중요성
가슴막 삼출로 인해 발생한 액체는 똑바로 선 자세에서 갈비가로막오목으로 모여 단순 X선 촬영에서 갈비가로막각이 커지는(둔각에 가까워지는, blunting) 결과로 나타난다.
가슴천자는 폐에 구멍을 뚫어 기흉을 유발할 위험이 있기 때문에, 위험을 적게 하기 위해 환자가 완전한 날숨을 하는 중에 수행되는 경우가 많다.

### 영상

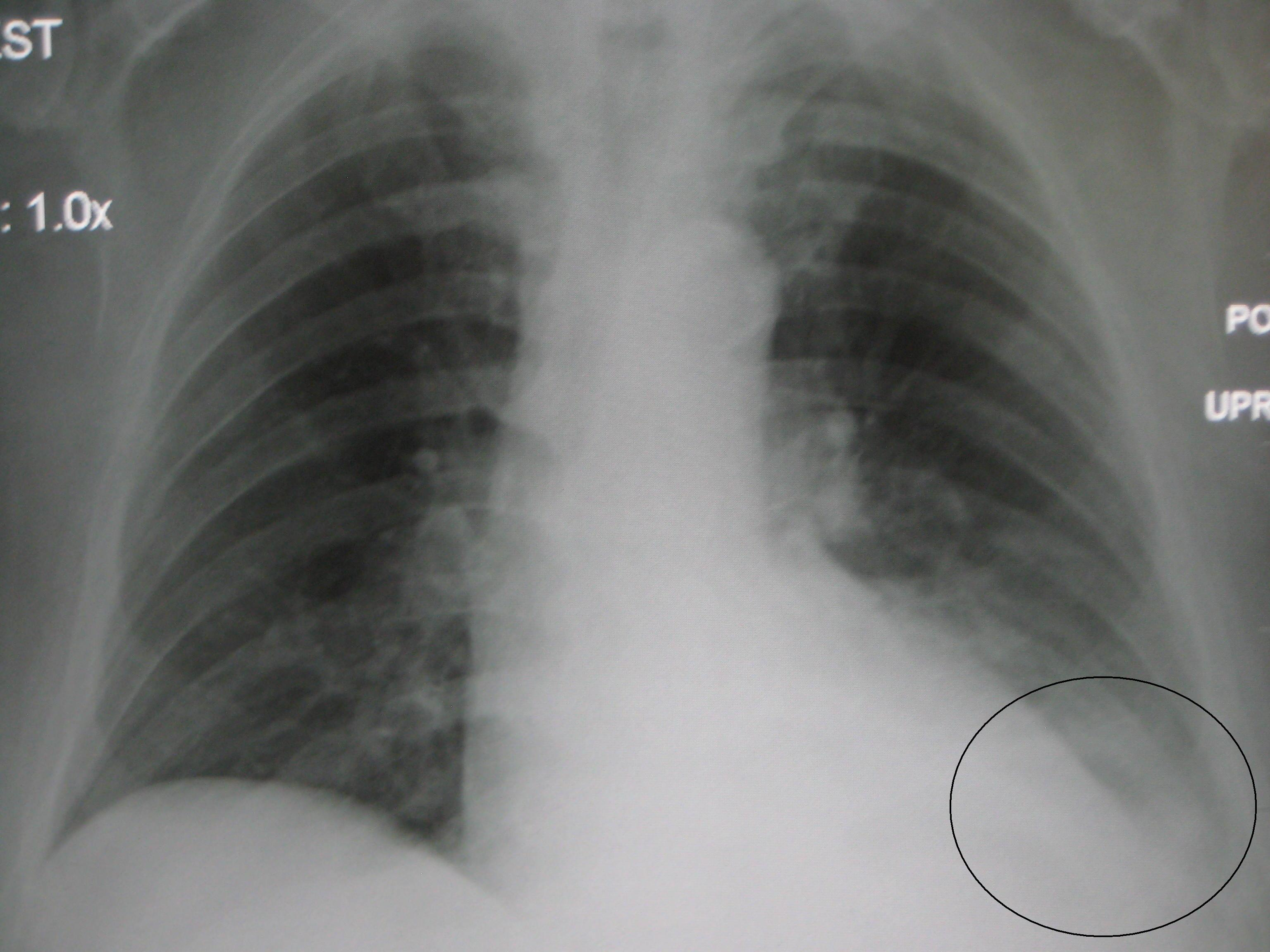
부폐렴성 가슴막 삼출을 동반한 폐렴 환자의 가슴 X선 사진. 환자의 오른쪽 정상 갈비가로막각과 환자 왼쪽의 가려진 갈비가로막막각(동그라미 친 부분).

해부학적으로 갈비가로막각은 가로막과 갈비뼈가 만나는 위치이다.
각각의 갈비가로막각은 일반적으로 가로막(흰색)과 인접한 가슴벽(흰색) 사이에 뾰족하게 아래쪽으로 들어간 부분(어두움)으로 단순 가슴 방사선 사진에서 볼 수 있다. 각 폐의 작은 부분은 일반적으로 갈비가로막각에 도달한다. 일반적인 각도는 30도 정도로 측정된다.

### 가슴막 삼출
가슴막 삼출의 경우 중력으로 인해 액체가 아래로 내려오며 갈비가로막각으로 체액이 종종 축적된다. 그러면 폐를 위쪽으로 밀어서 갈비가로막각이 둔각에 가까워지는 결과를 낳을 수 있다. 뒤쪽에서 가장 각이 깊게 나타난다. 갈비가로막각이 둔각으로 나타나는 것은 질병의 징후이다.
가슴 X선은 가슴막 삼출의 존재를 확인하기 위해 실시하는 첫 번째 검사이다. 가슴막 삼출이 의심되는 경우 똑바로 서 가쪽 가슴 X선을 촬영해야 한다. 뒤쪽 갈비가로막각이 가장 먼저 커지며, 액체가 많아질수록 가쪽의 갈비가로막각도 커지게 된다. 가슴막 삼출로 인한 액체가 더 많아지면 가슴 절반을 완전히 불투명하게 만들고, 가슴세로칸을 반대로 이동시킬 수 있다.

## 같이 보기
- 심장가로막각

## 참고 문헌
이 문서는 현재 퍼블릭 도메인에 속하는 그레이 해부학 제20판(1918) 의 내용을 기초로 작성된 글이 포함되어 있습니다.
1. ↑  drugs.com > phrenicocostal-sinus 보관됨 2016-03-03 - 웨이백 머신 Retrieved May 2011
2. 1 2  drugs.com > costodiaphragmatic-recess 보관됨 2016-03-03 - 웨이백 머신 Retrieved May 2011